# Quinta do Anjo
Quinta do Anjo  ist ein Ort und eine Gemeinde Freguesia in Portugal im Landkreis von  Palmela, mit einer Fläche von 51,1 km² und 14.262 Einwohnern (Stand 19. April 2021). Die Bevölkerungsdichte beträgt 279 Einw./km². 
Im Bereich der Gemeinde befindet sich ein großes Industriegebiet, das vom Unternehmen Volkswagen Autoeuropa dominiert wird.
Die Gemeinde grenzt an ein Wandergebiet und Naturreservat, welches zur Serra da Arrabida gehört. 
Die Sängerin Leonor Andrade wurde 1994 hier geboren. Sie vertrat Portugal beim Eurovision Song Contest im Jahr 2015, wo sie den 14. Platz belegte.
Beim Ort liegen die Felskuppelgräber Grutas da Quinta do Anjo.